# Häxringarna
Häxringarna är en roman av Kerstin Ekman, utgiven på Albert Bonniers Förlag 1974. Boken är den första av fyra i en serie med namnet Vallmstasviten, som vid nypubliceringen på 2000-talet bytte samlingsnamn till Kvinnorna och staden och har blivit uppsatt som utomhuskörverk under samma namn.
Andra delen av sviten publicerades 1976 och heter Springkällan, som följs av Änglahuset 1979 och sedan avslutades 1983 med En stad av ljus. Vallmstasviten markerade en ny tyngd och ett större allvar i Ekmans författarskap.
Sviten skildrar Katrineholms utveckling från lantligt stationssamhälle vid stambanan till  modern industristad, med fokus på kvinnors villkor i arbetslivet och socialt. Med avstamp i början av 1870-talet får vi i Häxringarna följa knekthustrun Sara Sabina Lans, hennes dotter Edla och dotterdotter Tora, fram till några år in på 1900-talet. Ämnen som också tas upp är den framväxande arbetarrörelsen, och framväxten av en begynnande medelklass.
Häxringarna är en av titlarna i boken Tusen svenska klassiker (2009).

## Utgåvor
- Ekman, Kerstin (1974). Häxringarna.. Stockholm. Libris 7144336. ISBN 91-0-039323-1
- Ekman, Kerstin (1975) (på obestämt språk). Häxringarna Box 1 .. Enskede: TPB. Libris 11531457
- Ekman, Kerstin (1975) (på obestämt språk). Häxringarna Box 2 .. Enskede: TPB. Libris 11531458
- Ekman, Kerstin (1975) (på finska). Noidankehät. Jyväskylä: Gummerus. Libris 7816559. ISBN 951-20-1102-6
- Ekman, Kerstin (1976). Häxringarna. [Bokklubben Svalan] ([Ny utg.]). Stockholm: Bonnier. Libris 7144845. ISBN 91-0-040594-9
- Ekman, Kerstin (1977). Häxringarna. Delfinserien, 0346-6574 ; 579 ([Ny utg.]). Stockholm: Bonnier. Libris 7145491. ISBN 91-0-042222-3
- Ekman, Kerstin; Ipsen Henning (1977) (på danska). Hekseringene. København: Samleren. Libris 7353837. ISBN 87-568-0386-9
- Ekman, Kerstin (1978) (på norska). Hekseringene. Oslo: Aschehoug. Libris 7171614. ISBN 82-03-09470-8
- Ekman, Kerstin (1980). Häxringarna. MånPocket, 99-0184541-6 ([Ny utg.]). Stockholm: MånPocket. Libris 7653996. ISBN 91-7642-003-5
- Ekman, Kerstin (1983). Häxringarna ([Ny utg.]). Stockholm: Bonnier. Libris 7150833. ISBN 91-0-075009-3
- Ekman, Kerstin (1984) (på nederländska). Heksenkringen. Amsterdam: Manteau. Libris 7216390. ISBN 90-10-05207-9
- Ekman, Kerstin (1991). Häxringarna. Storstilsbiblioteket, 99-0171405-2 ; 130 (Storstilsutg.). [Baambrugge]: [Grote letter bibliotheek] i samarbete med Bonnier, Stockholm. Libris 1392129
- Ekman, Kerstin (1994). Kvinnorna och staden. Häxringarna ; Springkällan. Stockholm: Bonnier. Libris 1971953. ISBN 91-0-055850-8
- Ekman, Kerstin (1995). Häxringarna. MånPocket, 99-0184541-6 ([Ny utg.] /[ny uppl.]). Stockholm: MånPocket. Libris 7654862. ISBN 91-7643-137-1
- Ekman, Kerstin (1996) (på nederländska). Heksenringen. Amsterdam: Ooievaar. Libris 7573278. ISBN 90-5713-009-2
- Ekman, Kerstin (1996) (på tyska). Hexenringe: Roman. btb Taschenbücher ; 72056 (1. Aufl.). München: Goldmann Vlg. Libris 5257000. ISBN 3-442-72056-7
- Ekman, Kerstin; Schenck Linda (1997) (på engelska). Witches' rings. Norvik press series. B ; 23. Norwich: Norvik. Libris 6853456. ISBN 1-870041-36-4
- Ekman, Kerstin (2000) (på norska). Hekseringene: Springkilden ; Englehuset. En gigantbok fra Aschehoug. Oslo: Aschehoug. Libris 7172822. ISBN 82-03-20501-1
- Ekman, Kerstin; Binder Hedwig M. (2002) (på tyska). Hexenringe: Roman. Serie Piper ; 3591 (Ungekürzte Taschenbuchausg.). München: Piper. Libris 8530936. ISBN 3-492-23591-3
- Ekman, Kerstin (2002). Häxringarna. Enskede: TPB. Libris 11512155
- Ekman, Kerstin (2010). Häxringarna. Kvinnorna och staden ([Ny utg.]). Stockholm: Bonnier. Libris 11807801. ISBN 978-91-43-50668-6
- Ekman, Kerstin; Malmström Gunnel (2011) (på norska). Hekseringene ; Springkilden ; Englehuset (1. oppl.). Oslo: Bokklubben. Libris 12294166. ISBN 978-82-525-7782-2
- Ekman, Kerstin (2012). Häxringarna. Albert Bonniers Förlag. Libris 12736830. ISBN 978-91-0-012901-9

### Fotnoter
1. ↑  ”Häxringarna”. Libris.kb.se. http://libris.kb.se/hitlist?q=Kerstin+Ekman+H%C3%A4xringarna&r=&f=simp&t=v&s=rc&g=&m=50. Läst 1 februari 2013.
2. ↑  ”Vallmstasviten”. Nationalencyklopedin (www.ne.se). https://www.ne.se/uppslagsverk/encyklopedi/l%C3%A5ng/vallmstasviten. Läst 4 oktober 2020.
3. ↑  ”Häxringarna”. Albert Bonniers Förlag. https://www.albertbonniersforlag.se/bocker/153632/haxringarna/. Läst 4 oktober 2020.
4. ↑  ”Kerstin Ekman”. Albert Bonniers Förlag. https://www.albertbonniersforlag.se/forfattare/5378/kerstin-ekman/. Läst 4 oktober 2020.
5. ↑  TT (25 juni 2018). ”Ekmans Vallmstasvit blir körverk”. Svenska Dagbladet. ISSN 1101-2412. https://www.svd.se/ekmans-vallmstasvit-blir-korverk. Läst 4 oktober 2020.
6. 1 2 3  Gradvall et al 2009, #407